# Marc Kanyan Case
Pour les articles homonymes, voir Case (homonymie).
Marc Kanyan Case (dit Kanyan) est un footballeur puis homme politique français né le 14 septembre 1942 à Lifou en Nouvelle-Calédonie et mort le 6 janvier 2023. Il évoluait au poste d'attaquant. 
Après sa carrière de joueur il entre en politique comme militant anti-indépendantiste, au sein du Rassemblement pour la Calédonie dans la République (RPCR) devenu en 2004 le Rassemblement-UMP et en 2014 simplement Le Rassemblement.

## Biographie
Marc-Kanyan joue en faveur du Gazélec Ajaccio, du Sporting Club de Bastia et du Nîmes Olympique.
Au total, il dispute 216 matchs en division 1 et inscrit 72 buts dans ce championnat.

## Carrière de footballeur
- 1955-1963 : Olympique Nouméa
- 1963-1969 : Gazélec FC Ajaccio[3],[4]
- 1969-1973 : Sporting Club bastiais
- 1973-1975 : Nîmes Olympique
- 1975-1977 : Gazélec FC Ajaccio

## Palmarès
- Équipe de France :
  - Covainqueur du tournoi des Jeux méditerranéens de Tunisie en 1967 (amateurs)
  - Participation au tournoi olympique de Mexico en 1968 (amateurs / olympiques), 1 but marqué

- Clubs :
  - Finaliste de la Coupe de France en 1972 avec Bastia
  - Vainqueur du Trophée des champions en 1972 avec Bastia

- Nouvelle-Calédonie :
  - Vainqueur des Jeux du Pacifique Sud 1963

## Parcours politique
- 1989-1995 : conseiller municipal de la ville de Nouméa
- 1995- ... : adjoint au maire de la ville de Nouméa
- 7e vice-président du Congrès de la Nouvelle-Calédonie